# William Monson (4e baronnet)
William Monson (vers 1653 - 7 mars 1727), de Broxbourne, dans le Hertfordshire, est un homme politique anglais whig qui siège à la Chambre des communes anglaise entre 1695 et 1707 et à la Chambre des communes britannique entre 1708 et 1722.

## Biographie
Il est le deuxième fils de John Monson, de Burton, dans le Lincolnshire, et de son épouse, Judith Pelham, fille de Thomas Pelham (2e baronnet), de Halland, Laughton, Sussex . Il épouse Laetitia Poulett fille de John Poulett (3e baron Poulett) le 18 juillet 1688 . 
Il est élu député de Lincoln aux élections générales de 1695 et siège jusqu'en 1698. Il est réélu sans opposition en tant que député de Heytesbury aux élections générales de 1702 et 1705. Il est élu député de Hertford aux élections générales de 1708, mais y est battu en 1710 . Il est réélu député du comté d'Aldborough lors d'une élection partielle le 16 avril 1715. Il succède à son frère Henry comme baronnet le 6 avril 1718. Il ne se représente pas à l'élection générale de 1722 . 
Il meurt sans descendance le 7 mars 1727. Ses biens et le titre de baronnet sont transmis à son neveu, John Monson. 